# Seo Bok
Pour plus de détails, voir Fiche technique et Distribution.
Seo Bok (hangeul : 서복 ; hanja : 徐福 ; RR : Seobok) est un film sud-coréen co-écrit et réalisé par Lee Yong-ju, sorti en 2021.

## Synopsis
Min Gi-heon (Gong Yoo), ancien agent de renseignement, protège Seo Bok (Park Bo-gum), le premier clone humain qui possède le secret de la vie éternelle. Beaucoup d'organisations s'intéressent à cette création et l'entrainent dans des situations problématiques.

## Fiche technique
Sauf indication contraire ou complémentaire, les informations mentionnées dans cette section peuvent être confirmées par la base de données Hancinema et Korean Movie Database
- Titre original : 서복
- Titre français : Seo Bok
- Réalisation : Lee Yong-ju
- Scénario : Lee Jae-min, Lee Yong-ju et Yum Gyoo-hoon
- Musique : Jo Yeong-wook
- Décors : Lee Ha-joon et Cho Won-woo
- Costumes : Cho Sang-kyung
- Photographie : Lee Mo-gae
- Montage : Kim Sang-bum
- Production : Kim Kyeong-min, Kim Hyeon-cheol, Kim Gwon-sik et Min Gyeong-uk
- Sociétés de production : CJ Entertainment ; Studio 101 et TPS Company (coproductions)
- Société de distribution : CJ Entertainment
- Budget : 16,5 milliards de won[1]
- Pays de production :  Corée du Sud
- Langue originale : coréen
- Format : couleur
- Genre : science-fiction, action, thriller
- Durée : 114 minutes
- Dates de sortie :
  - Belgique : avril 2021 (Festival international du film fantastique de Bruxelles)[2]
  - Corée du Sud : 15 avril 2021 (sortie nationale et TVING)

## Distribution
- Gong Yoo : Min Gi-heon
- Park Bo-gum : Seo Bok
- Jo Woo-jin : Ahn, chef du département
- Park Byeong-eun : Sin Hak-seon
- Jang Young-nam : Dr Im Se-eun
- Kim Jae-geon : Kim Cheon-oh
- Yeon Je-wook : Heo, chef de section
- Kim Hong-pa : Bae, directeur général
- Lee Eon-jeong : Yoon Hyeon-soo
- Paul Battle : Anderson
- Andrea Paciotto : Roberts
- Na Kwang-hoon : Kim Walkers

## Production

### Développement
En mars 2019, on apprend que le projet a été conçu en janvier 2017, et que le réalisateur Lee Yong-ju a écrit le scénario.

### Distribution des rôles
En janvier 2017, on annonce que l'acteur Park Bo-gum est engagé dans le rôle-titre, ce qui est confirmé en mars 2019.
En octobre 2018, on confirme que Gong Yoo incarnera l'agent de renseignement.
En juin 2019, on dévoile les acteurs Jang Young-nam, Jo Woo-jin et Park Byung-eun sont engagés dans chacun leur rôle secondaire, en avril 2019, et que le directeur artistique Lee Ha-joon rejoint l'équipe en juin, ainsi que le coût de la production nette était environ 16 millards de won.

### Tournage
Le tournage commence en mai 2019,, dans les studios de Jeonju dans le Jeolla du Nord, ainsi qu'à Tongyeong, entre mi-juin et début août. Il s'achève en octobre, après six mois de tournage.

## Accueil

### Sortie
En fin octobre 2020, on dévoile que la sortie du film est annoncée le 2 décembre en Corée du Sud,. En début décembre, on annonce que la date est reportée en raison de la pandémie du Covid-19.
En mars 2021, on annonce finalement la sortie ayant lieu le 15 avril 2021, dans les salles et sur la plate-forme TVING.
Il est sélectionné et projeté en avril 2021 au Festival international du film fantastique de Bruxelles, en Belgique.

### Box-office
Le film compte 385 409 entrés et rapporte 3,27 millions de dollars au box-office de Corée du Sud.